# Torelli (Adelsgeschlecht)
Torelli ist der Name eines weitverzweigten italienischen Adelsgeschlechts. Die Torelli stammen ursprünglich aus der Gegend um Bologna und Ferrara. Vertreter der Familie spielten über Jahrhunderte hinweg in politischen, kulturellen, wissenschaftlichen und militärischen Zusammenhängen vor allem in der Po-Ebene, aber auch in den Marken (Fano, in Umbrien Foligno), in Neapel und Apulien (Rignano, Bisceglie), eine bedeutende Rolle. Spezielle Hervorhebung verdient der Beitrag weiblicher Familienmitglieder zur italienischen Literatur der Renaissance.

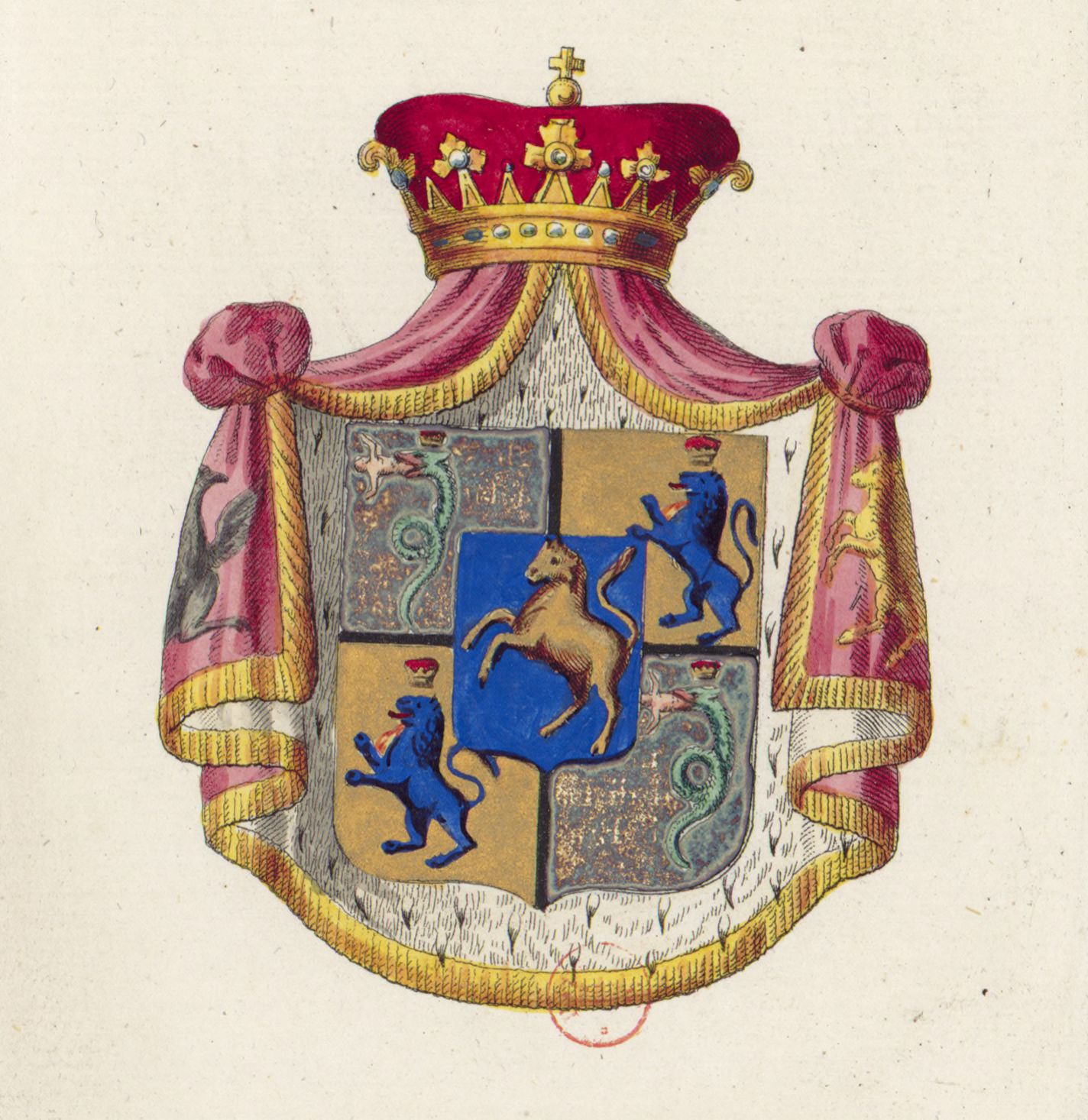
Wappen der Torelli nach 1428

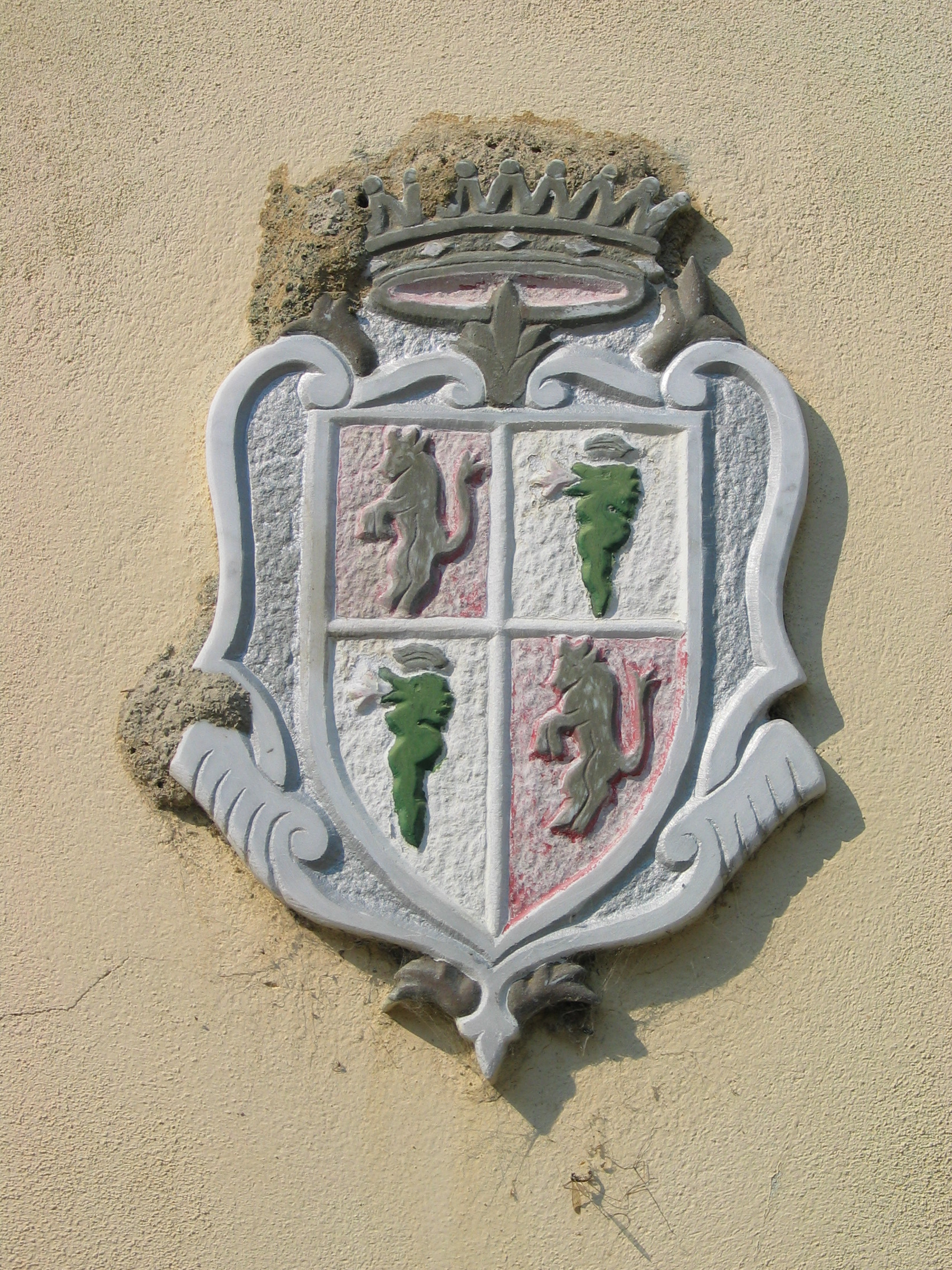
Wappenschild in Montechiarugolo

## Herkunft
Stammvater der adligen Torelli ist Pietro (ca. 1060–1130), genannt Torello, der in Ferrara sesshaft war. Dessen gleichnamiger Sohn, Pietro, ließ sich in Bologna nieder. Auf ihn gehen die Zweige in Bologna und in Fano zurück. Bereits Pietros Enkel Torello (ca. 1120–1195), Sohn des Guido (ca. 1090–1164), trat als bedeutender Vasall des Erzbischofs von Ravenna in Erscheinung, 1178 war er Schiedsrichter in Streitigkeiten zwischen Familienmitgliedern der Este, 1184 Richter am kaiserlichen Hof. 1186 wurde Torello vom Bischof von Ferrara mit Lehnsgütern ausgestattet. Mit dessen Sohn, Salinguerra I. (1164–1244), und weiteren Familienmitgliedern waren die ghibellinischen Torelli dann für mehr als 100 Jahre in Auseinandersetzungen mit den guelfischen Adelardi und vor allem mit den Este um die Stadtherrschaft von Ferrara verwickelt. Mit Salinguerra I. und dessen Enkel Salinguerra II. stellten die Torelli in den Jahren 1213–1240 und 1309 zweimal die Stadtherren von Ferrara (Signori di Ferrara). Salinguerra II. wurde im Jahr 1209, wie 1245 auch sein Sohn Giacomo (ca. 1220–1284), von Friedrich II. mit Teilen der Mathildischen Güter belehnt, die um 1250 an die Da Fogliano (Reggio Emilia) fielen. Die Bestätigung der Este-Herrschaft in Ferrara ab 1242 und speziell nach den überstandenen Wirren des Erbfolgestreits beim Tod des Azzo VIII. d’Este (ca. 1263–1308) führte zu einer wirtschaftlichen und politischen Neuausrichtung der Torelli in der Gegend zwischen Mantua, Parma und Reggio Emilia. Als besonders folgenreich sollte sich die Niederlassung des Alberto «Botacino» Torelli in Mantua erweisen, der dort bereits vor dem kurzen Intermezzo seines Vaters, Salinguerra III., als Stadtherr von Ferrara (1309), ansässig war, 1307 bischöfliche Lehen erhielt und 1309 als Hauptmann der mantovanischen Milizen wirkte. Alberto verheiratete sich mit Beatrice Malaspina, Tochter des Markgrafen Morello Malaspina. Auch in Mantua gerieten die Torelli rasch in Widerspruch zur dortigen Herrscherfamilie. Bereits Albertos Enkel Guido Torelli, verheiratet mit Eleonore Gonzaga, Tochter des Filippino Gonzaga, Reichsvikar in Reggio, wechselte 1357 in den Dienst der Mailänder Visconti. Sein Sohn Marsilio (1350–1411), verheiratet mit Elena d’Arco, war 1402 für die Visconti Podestà in Bologna.

## Torelli und Visconti
Zentrale Figur des neuerlichen politischen Aufstiegs der Familie war dann dessen Sohn Guido Torelli (1379–1449). Er war um 1400 Hauptmann im Dienst des Condottiere Ottobuono Terzi (ca. 1360–1409). Als dessen Gefolgsmann schaffte er es, sich dauerhaft in den Besitz der Herrschaften Guastalla und Montechiarugolo zu bringen, die zuvor den Da Correggio, Stadtherren in Parma und Correggio, gehört hatten. Die Übertragung dieser Lehen war Teil des umfassenderen Prozesses der Auflösung und Neuzusammensetzung der Visconti-Herrschaft zwischen 1402 und 1420. Der Aufstieg von Ottobuono Terzi brachte die traditionelle Adelselite in der Gegend von Parma in arge Bedrängnis. 1409 geriet Guido Torelli bei Rubiera in einen Hinterhalt und in die Gefangenschaft des Niccolò III. d’Este. Guido Torelli erreichte seine Freilassung und die Rückerstattung der Lehen, indem er sich mit den Truppen der Este an der Rückeroberung von Reggio, Parma und weiteren Städten beteiligte, die zuvor in die Hände von Ottobuono Terzi gefallen waren. Für das politische Überleben von Guido Torelli war dann die Unterstützung durch Filippo Maria Visconti ausschlaggebend, der nach dem Ende der Este-Herrschaft in der westlichen Emilia bestrebt war, größere Kontrolle über ein politisch sehr instabiles Gebiet zu erhalten und zu diesem Zweck den lokalen Adel möglichst zurückdrängen wollte. In diesen Konflikten spielte Guido Torelli als Verbündeter der Visconti vor allem in den 1420er Jahren eine wichtige und erfolgreiche Rolle. Bei Herzog Filippo Maria Visconti stand er in hohem Ansehen. Ausdruck dafür sind das 1428 erteilte Privileg, dem Familiennamen den Namen Visconti beizufügen (Torelli Visconti), und die spätere Übertragung weiterer Erblehen.
Die Stellung der Familie wurde überdies durch eine geschickte Heiratspolitik gefestigt, die auf Allianzen mit den einflussreichsten Familien im Umkreis des Herrschaftsgebiets der Torelli abzielte. Guidos Tochter Antonia ehelichte 1428 Pier Maria II. de‘ Rossi (1413–1482) aus Parma, Condottiere und Graf von San Secondo, für die Zeitgenossen damals die bestmögliche Partie. Im selben Jahr heiratete sein Sohn Cristoforo I. (?–1460) Taddea Pio, Tochter des Stadtherrn von Carpi, Marco I. Pio. Auch die Heirat von Pietro Guido I. mit Maddalena del Carretto, einer Tochter des Galeotto I. del Carretto, Markgraf von Finale (Ligurien), fügte sich bestens in diese weitsichtige Strategie ein.

## Hinterlassenschaft von Guido Torelli
Bei seinem Ableben im Jahr 1449 hinterließ Guido Torelli seinen Erben umfangreiche Besitztümer:
- Grafschaft Guastalla (Provinz Reggio Emilia): Dem Guido Torelli übertragen im Jahr 1406; im Besitz der Familie bis 1612; 1639 verkauft an Ferrante I. Gonzaga um 22‘300 Dukaten.
- Grafschaft Montechiarugolo (Provinz Parma): Dem Guido Torelli übertragen im Jahr 1406; im Besitz der Familie bis 1612. Mit diesem erblichen Lehen verbunden waren Herrschaftsrechte über die Ortschaften Marano, Monticelli, Tortiano, Basilicagoiano, Martorano, Lesignano dei Bagni und Pecorile.
- Grafschaft des Vikariats von Settimo (Provinz Pavia): Guido Torelli erhielt dieses Lehen 1441; zur Grafschaft erhoben 1495; im Besitz der Familie bis 1597. Die Grafschaft fiel nach dem Absterben des Ercole Torelli (?–1597) an die Mendoza de Leyva, die Familie seiner Mutter.
- Grafschaft Zeccone und Villareggio (Provinz Pavia): Dem Guido Torelli übertragen 1441: Im Besitz der Familie bis 1797. Bis 1539 im Besitz der Grafen des Vikariates von Settimo. 1588 trat Marsilio Torelli seinen Brüdern die Settimo-Anteile ab und übernahm im Gegenzug von ihnen alle Rechte an Zeccone und Villareggio. Der Kleriker Desiderio Torelli (1638–1711) zedierte 1688 die Grafschaft seinem Verwandten Gian Antonio, 6. Markgraf von Casei und Cornale.
- Grafschaft Casei und Cornale (Provinz Pavia): Dem Guido Torelli übertragen 1431; 1456 zur Markgrafschaft erhoben. Im Besitz der Familie bis 1797.

Das kaiserliche Lehen Coenzo (Provinz Parma) erbte Cristoforo II. Torelli 1495 aus dem Sanseverino-Besitz seiner Frau. Coenzo wurde 1545 mit kaiserlichem Dekret in den Rang einer Grafschaft erhoben und blieb bis 1645 in Familienbesitz. Ein hälftiger Anteil an Coenzo war durch Heirat bereits 1606 verloren gegangen. 1648 erwarben die Bologneser Facchinetti auch die andere Hälfte. Nach dem Tod von Kardinal Cesare Facchinetti fiel Coenzo an das Herzogtum Parma zurück und wurde 1693 der aus Pavia stammenden Familie Calvi verkauft.

## Bildergalerie

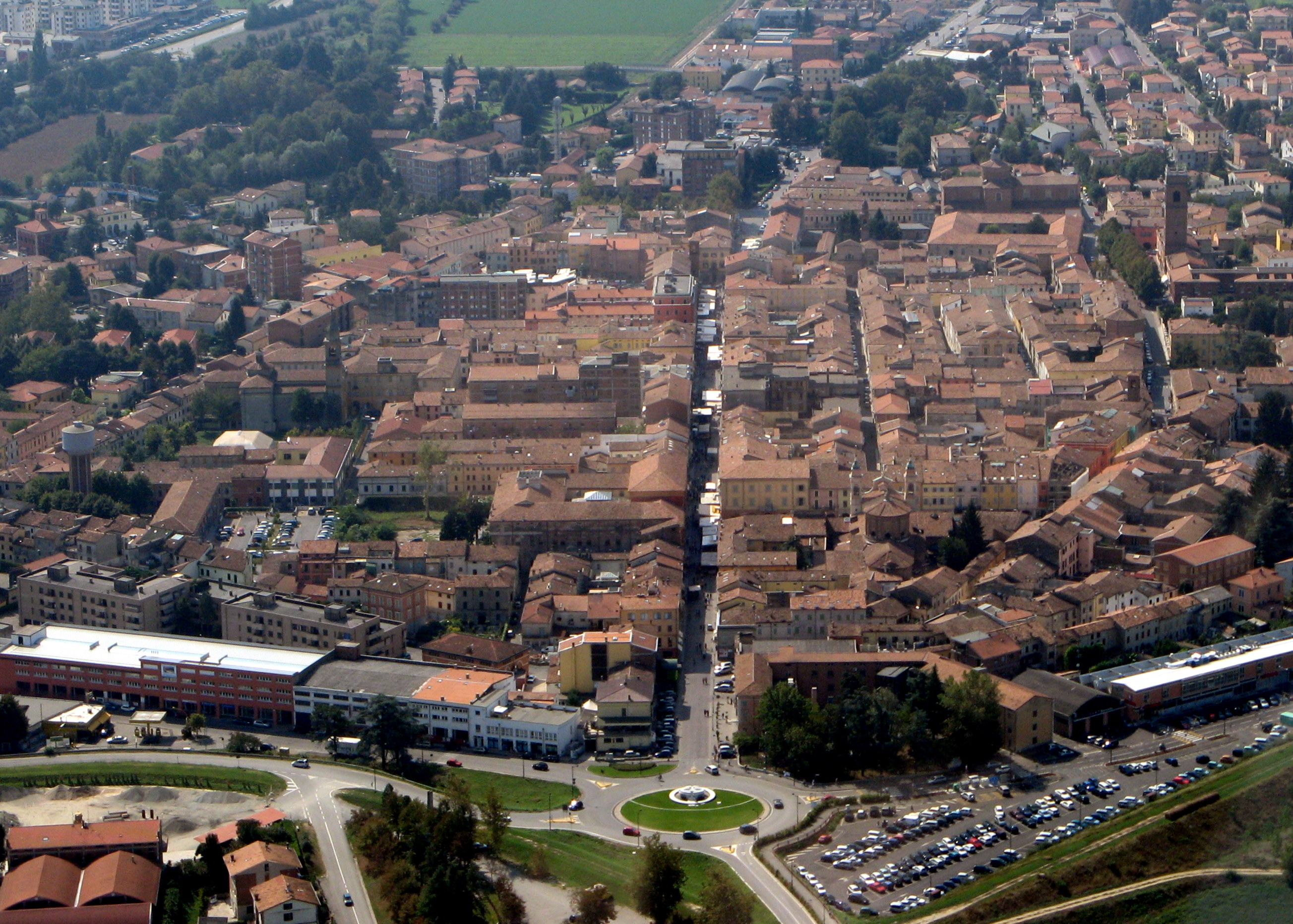
Guastalla Provinz Reggio Emilia, Luftaufnahme
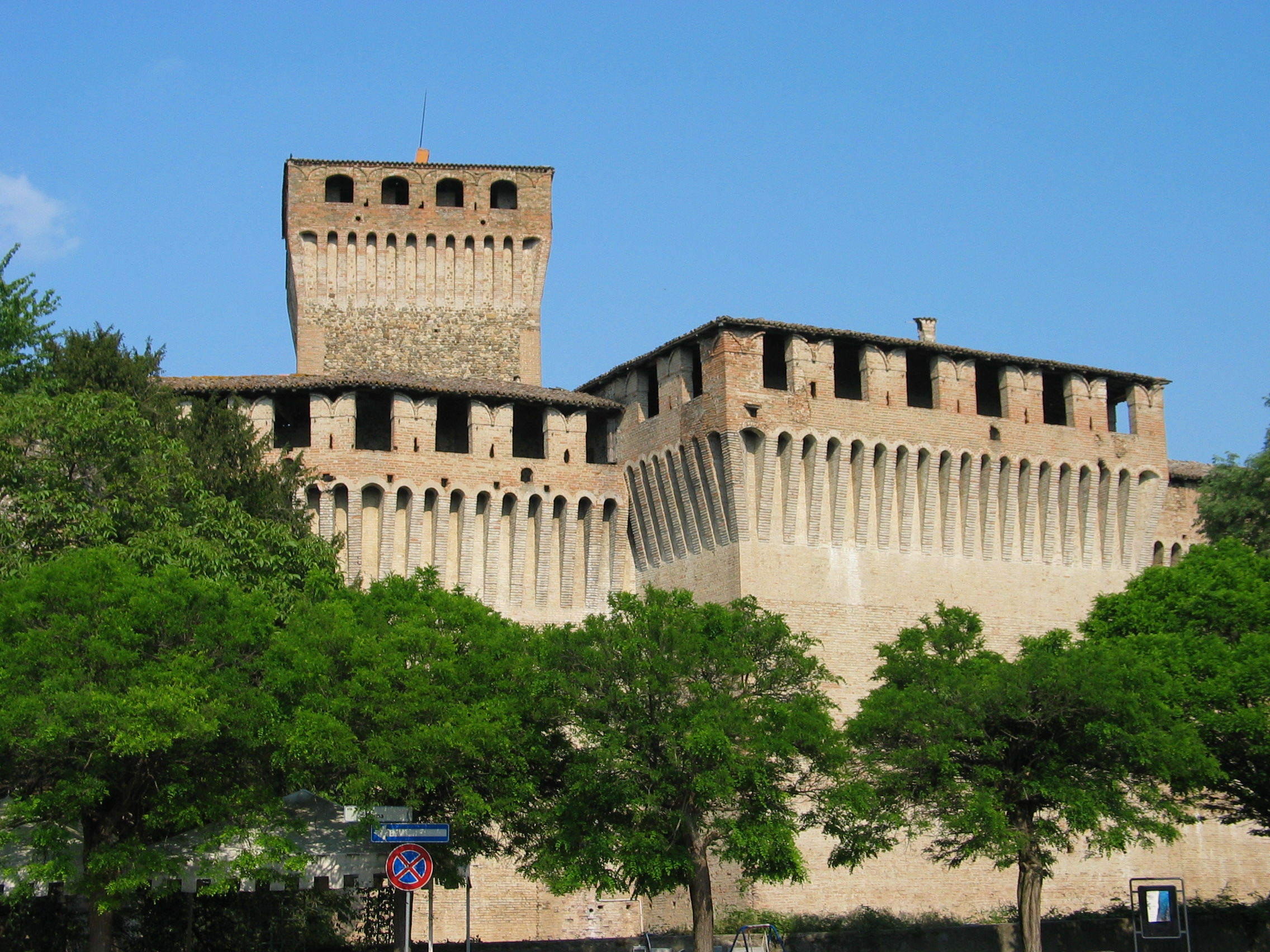
Castello di Montechiarugolo
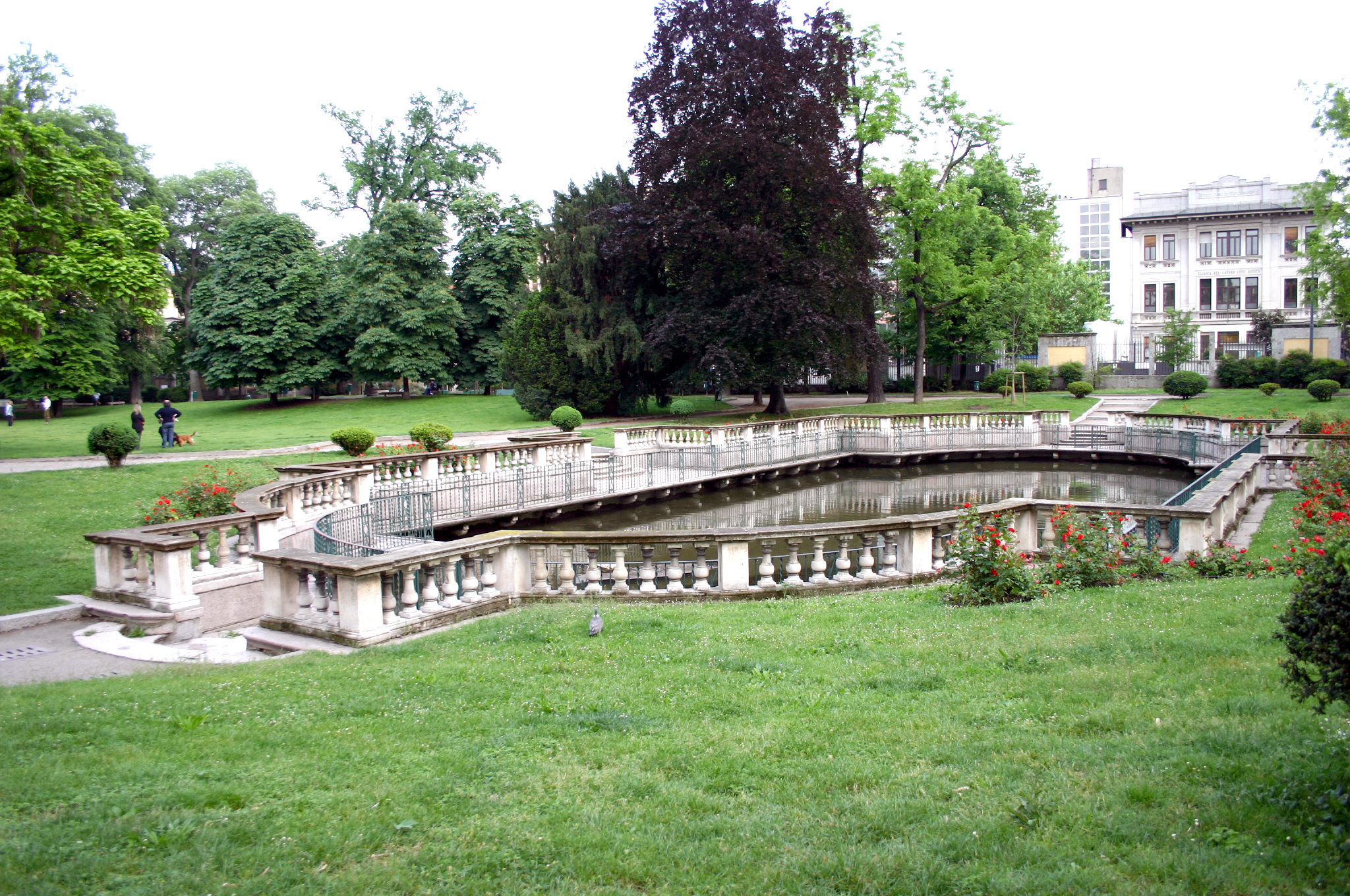
Giardini della Guastalla, älteste öffentliche Parkanlage in Mailand
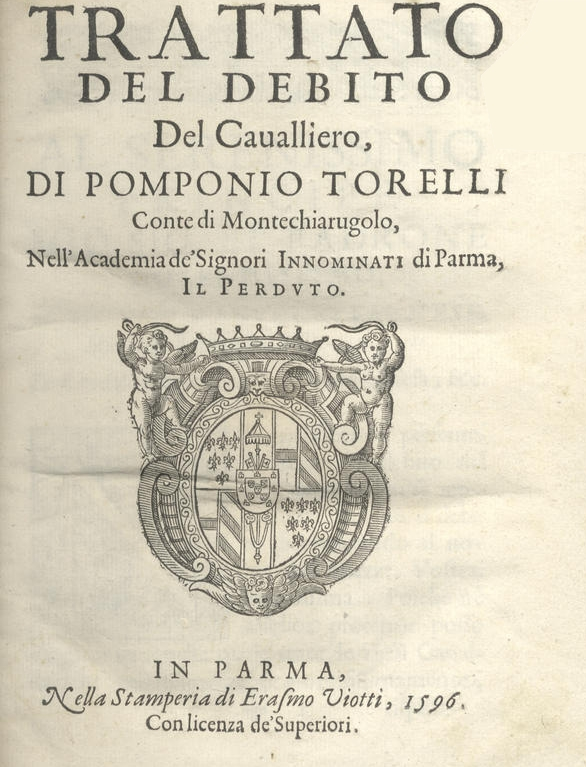
Pomponio Torelli: Trattato del debito del cavaliere, 1596
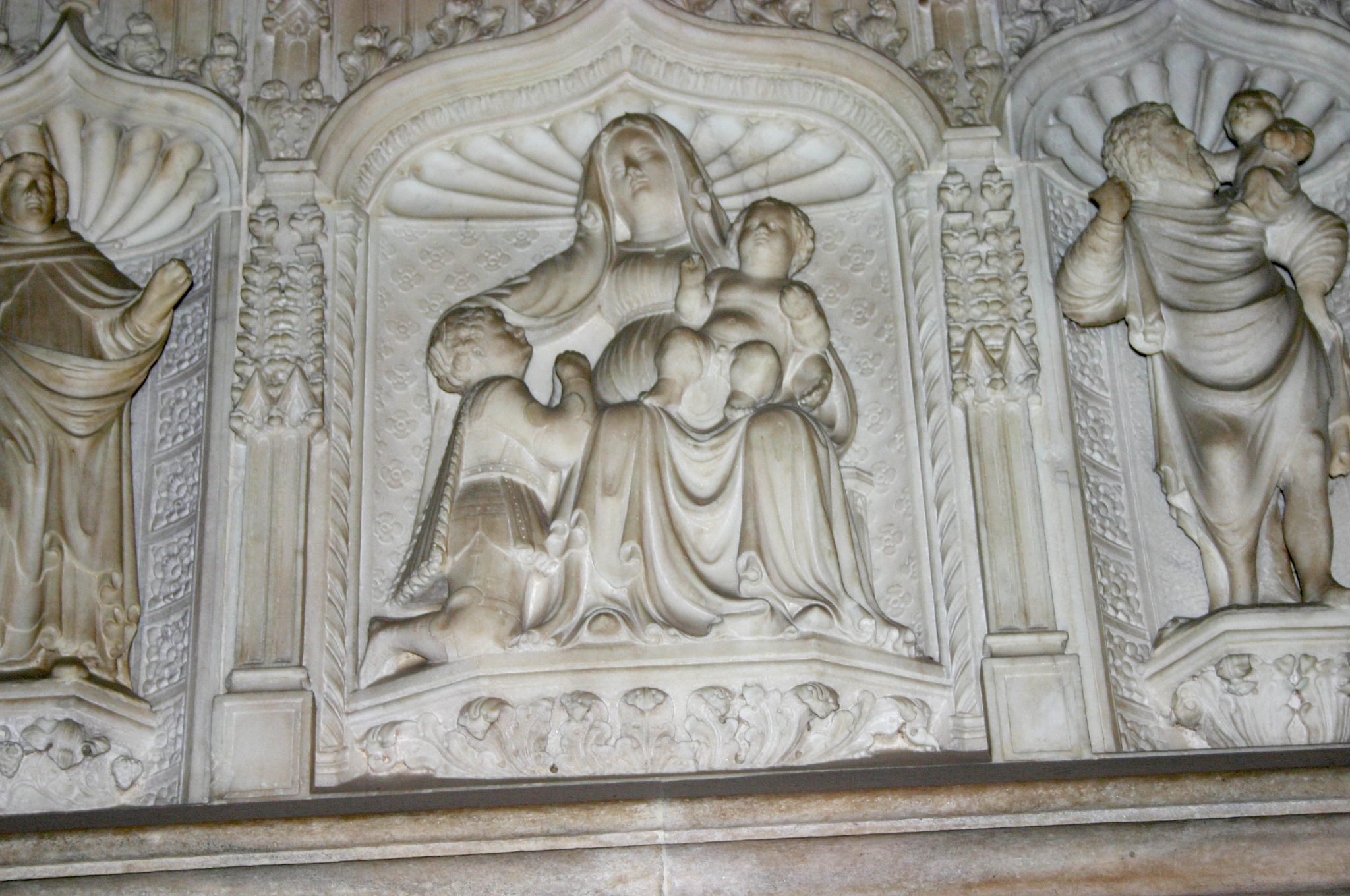
Grabmal für Pietro Torelli in der Kirche Sant’Eustorgio (Detail), Mailand, um 1420, Werkstatt des Jacopino da Tradate
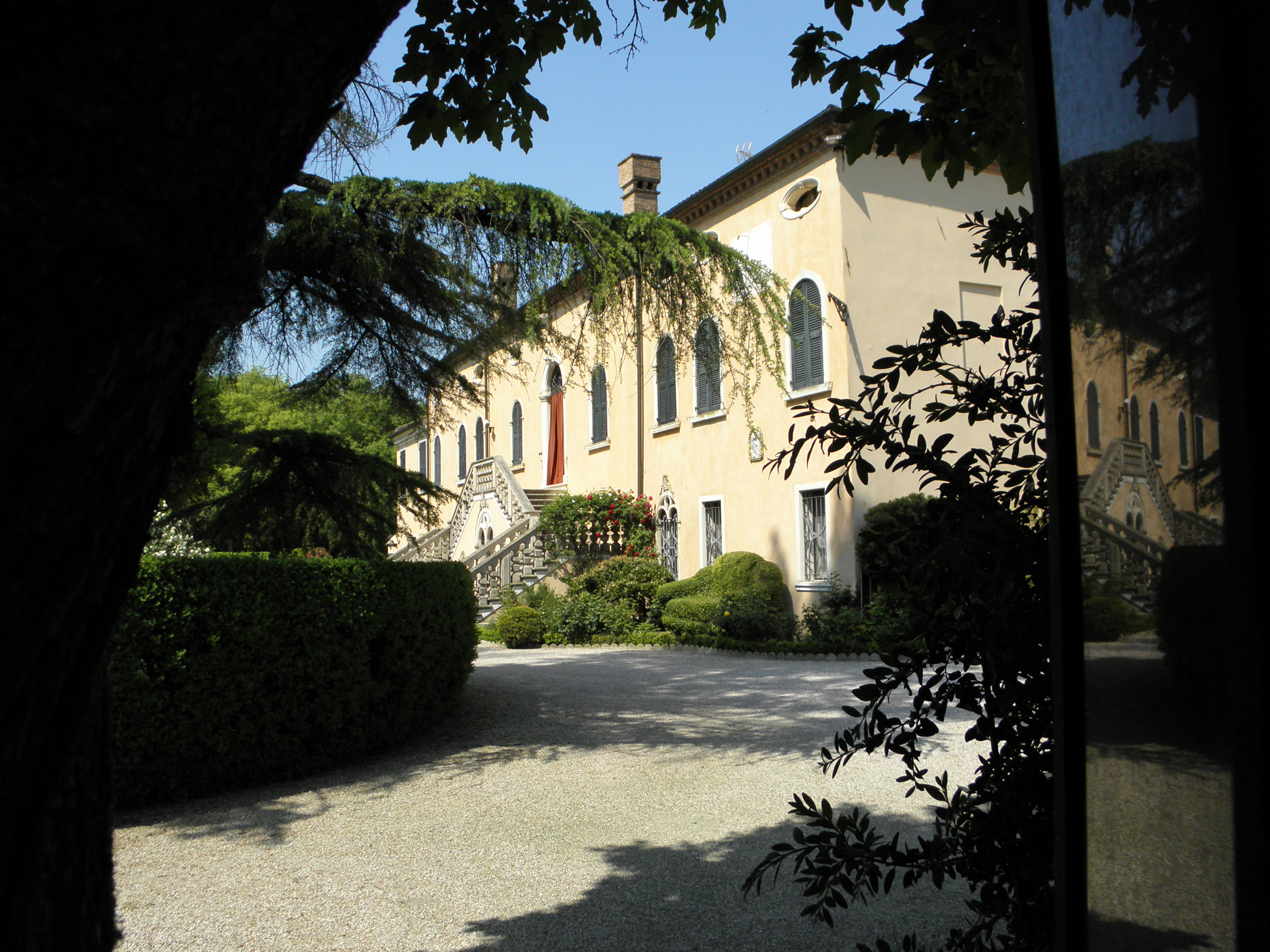
Ca’ Torelli (Villa Torelli Sarti) Arquà Polesine (Provinz Rovigo), erbaut im 15. Jh.
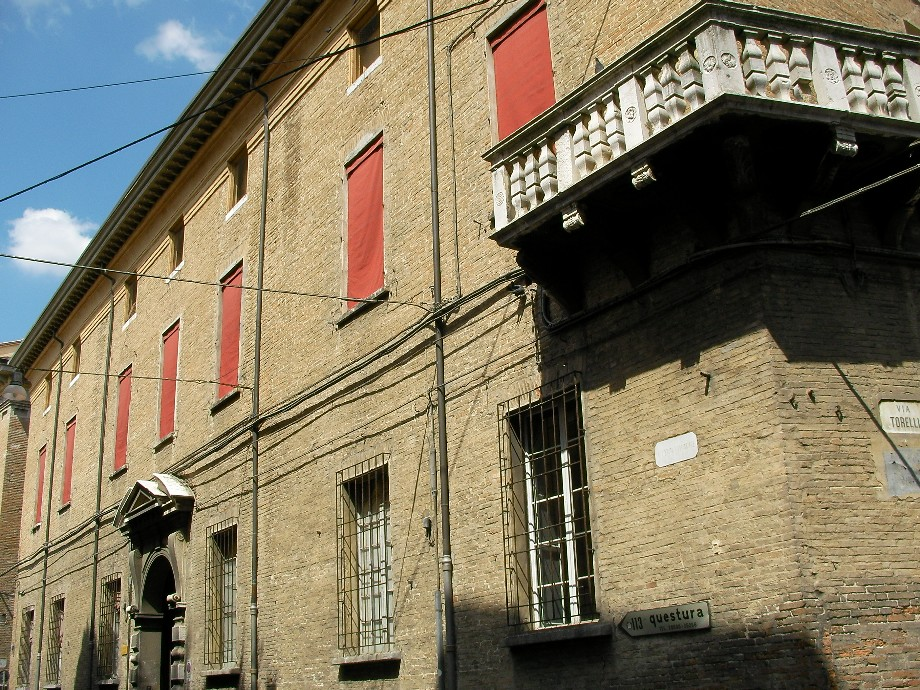
Palazzo Torelli Guarini, Forlì

## Wappen
Das ursprüngliche Wappen der Familie Torelli zeigt einen goldenen Stier auf rotem Grund. Diesem fügte Guido Torelli oben am Schild einen schwarzen Adler auf goldenem Feld hinzu. 1424 gewährte ihm Johanna von Anjou für den erfolgreichen Feldzug im Königreich Neapel eine Wappenbesserung: Nun kam, als Symbol für Tapferkeit, ein Löwe mit roter Flamme hinzu und das Wappen wurde geviertelt. Die Gewährung des Wappentiers der Visconti, der Schlange, war dann im Jahr 1428 wie die Erweiterung des Familiennamens zu Torelli Visconti ein besonderer Gunstbeweis von Filippo Maria Visconti. Das Wappen wurde von den verschiedenen Familienzweigen im Lauf der Zeit in Form und Farben stark abgewandelt.

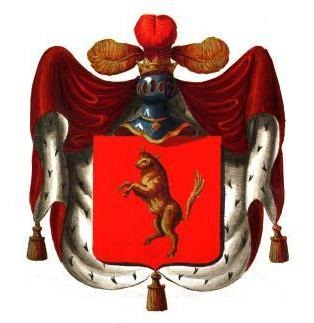
Ursprüngliches Wappen der Torelli von Ferrara
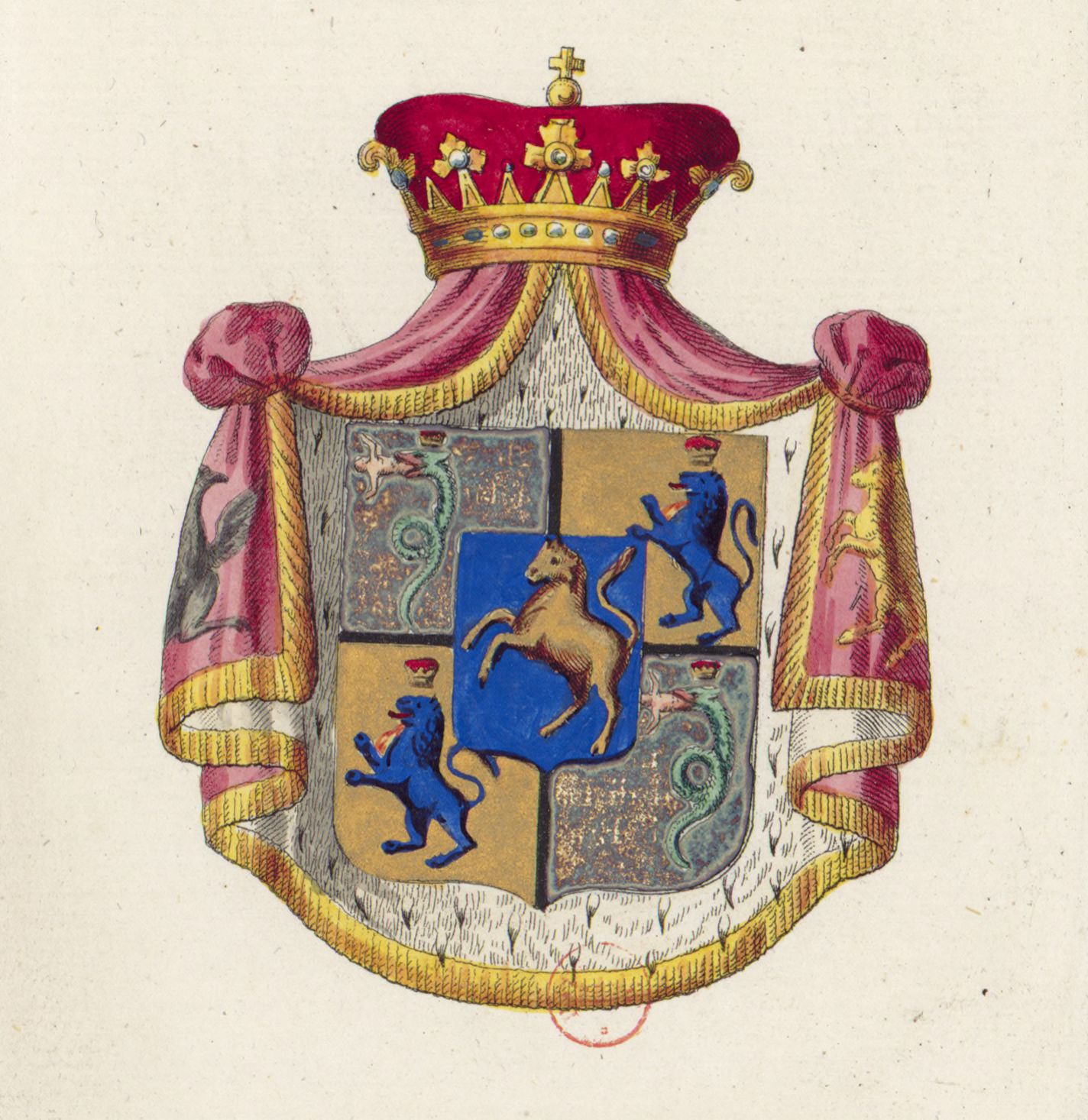
Wappen der Torelli nach den Wappenbesserungen von 1424 und 1428
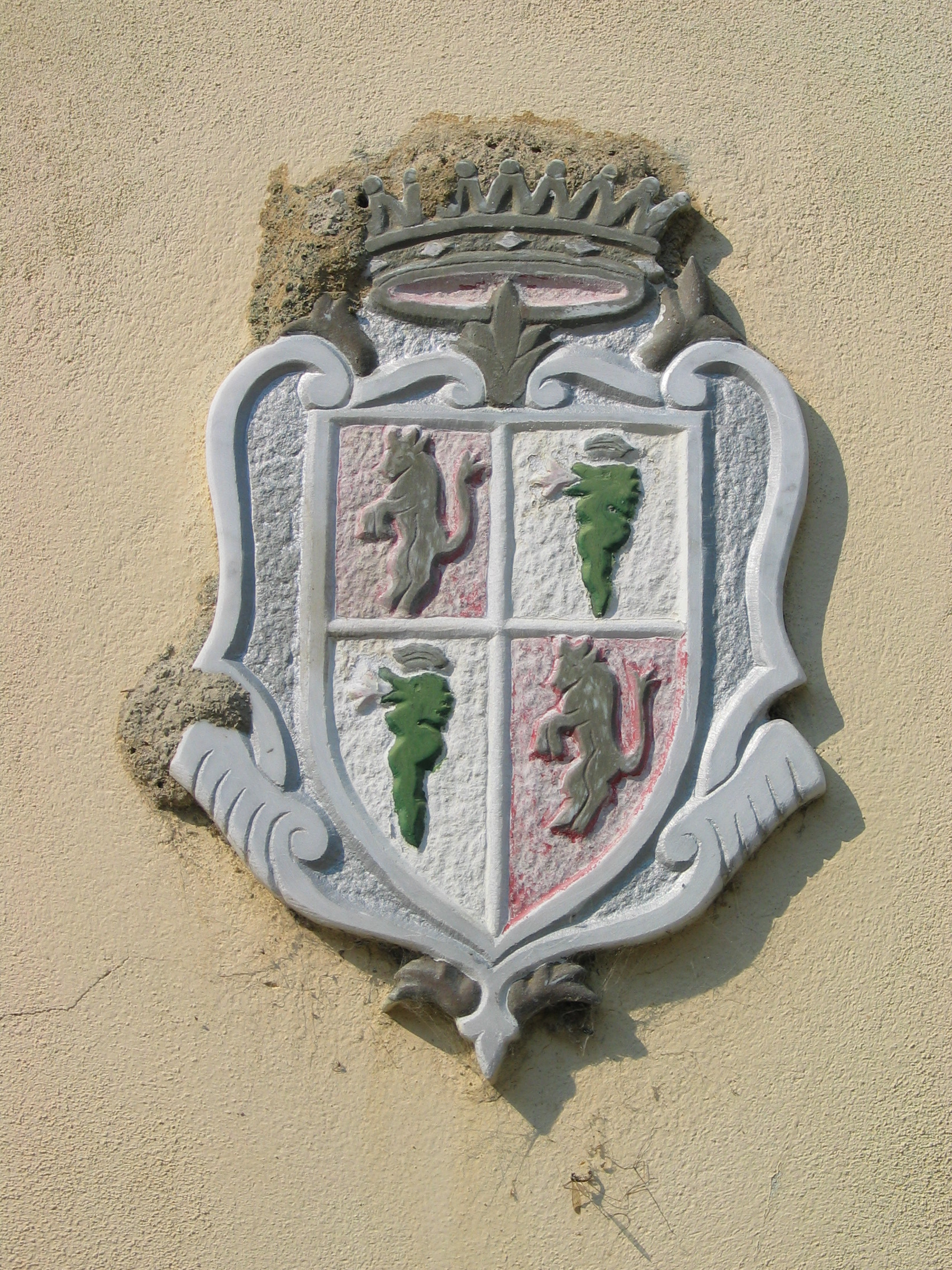
Wappenschild in Montechiarugolo, undat.
Wappen der Torelli, Variante
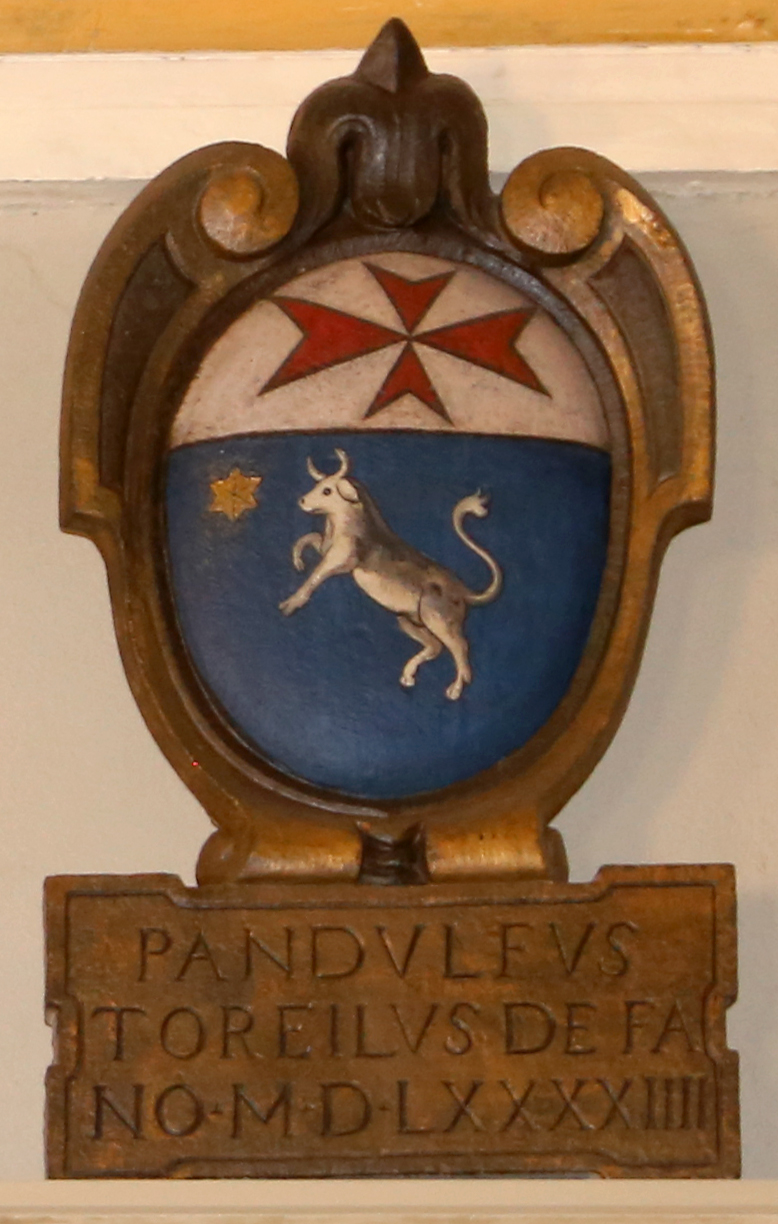
Wappen des Pandolfo Torelli da Fano, 1594
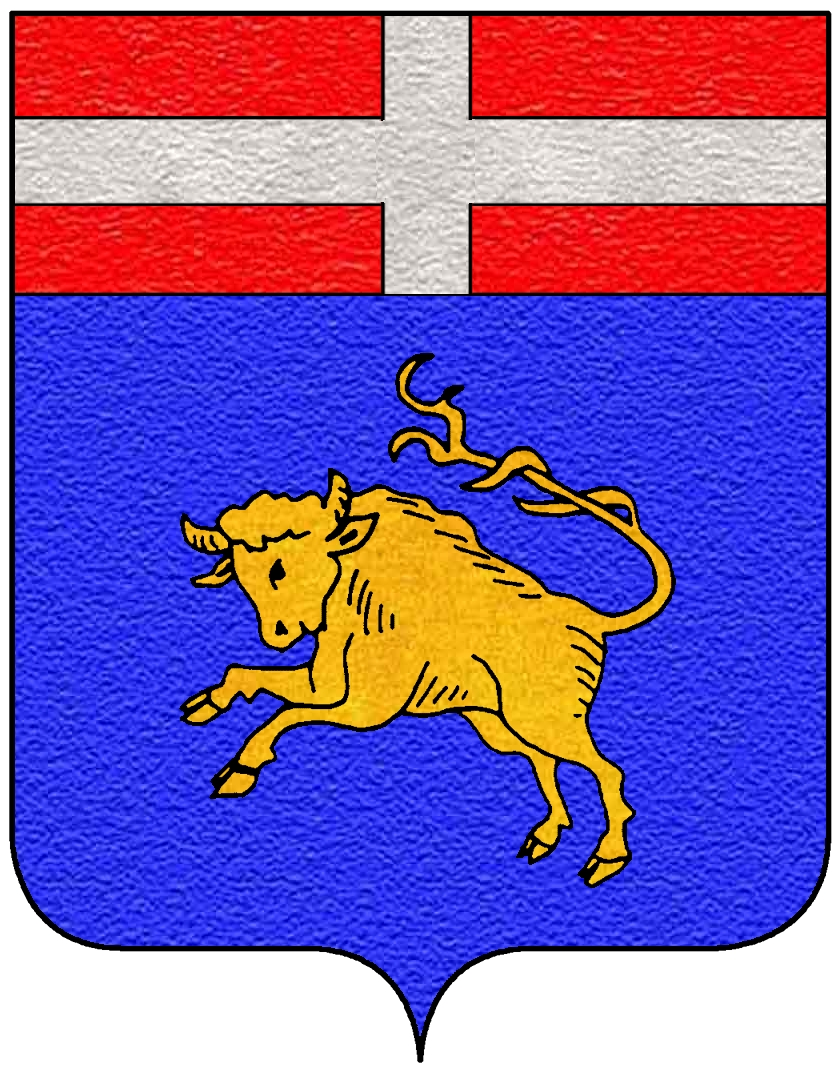
Zeitgenössisches Familienwappen der Torelli
Wappen Poniatowski Torelli, 1765

## Nachruhm
Die meisten Zweige der Familie starben im 17., 18. und 19. Jahrhundert aus, so die Torelli von Guastalla (1569), Mantua (1630), Neapel (um 1700), Settimo (1711), Bisceglie (um 1750), Fano (1786), Forlì (1795), Pavia (1825) und Montechiarugolo (1840). Als letzter der Familie spielte Salinguerra Torelli (1774–1840) aus dem Zweig der Torelli von Montechiarugolo als Staatsmann in Diensten des Herzogtums Modena nochmals eine bedeutende Rolle, u. a. als Kammerherr, Staatsrat, Gouverneur von Massa und Carrara 1830 und als Gouverneur von Reggio 1836.
Ebenfalls auf die Torelli von Montechiarugolo geht die polnische Hochadelsfamilie der Poniatowski zurück. Gründer dieser Linie war Giuseppe (Salinguerra) Torelli, der sich mit Sofia Sreniawa verheiratete, auf deren Familienbesitz Poniatow bei Lublin übersiedelte und den Beinamen Poniatowski annahm. Giuseppe Torelli war der Sohn von Salinguerra Torelli (?–1615), beziehungsweise ein Neffe des letzten Grafen von Montechiarugolo (Pio Torelli). Ein Ur-Ur-Enkel von Giuseppe Torelli Poniatowski gelangte als König Stanislaus II. August Poniatowski 1764 auf den polnischen Thron. Die Poniatowski haben in Frankreich überlebt, u. a. mit dem ehemaligen französischen Innenminister Michel Poniatowski (1922–2002).

## Bekannte Familienmitglieder

### Adlige
- Orsina Torelli (Adlige)
- Antonia Torelli (Adlige)
- Guido Galeotto Torelli
- Ippolita Torelli (Adlige)
- Alda Torelli (Adlige)
- Francesco Torelli Rignano
- Barbara Celidonia Torelli (Adlige)
- Ludovica Torelli (Adlige, Wohltäterin)
- Cristoforo Torelli (Adliger)